# المناخ (إب)

تعديل مصدري - تعديل

المناخ هي إحدى قرى عزلة ميتم بمديرية إب التابعة لمحافظة إب، بلغ تعداد سكانها 3127 نسمة حسب تعداد اليمن لعام 2004.